# David Delgado
David Delgado Higueruelo (Torredonjimeno, 13 juli 2000) is een Spaans wielrenner die in 2024 prof werd bij Burgos-BH.

## Carrière
In 2023 behaalde Delgado meerdere overwinningen en ereplaatsen in met name het Spaanse amateurcircuit. Hij won onder meer een etappe in de Ronde van Cantabrië, werd tweede in het eindklassement van de Ronde van Zamora en derde in dat van de Ronde van Navarra.
In 2024 werd Delgado prof bij Burgos-BH, de ploeg waar hij in het najaar van 2023 al stage had gelopen. Zijn eerste wedstrijdkilometers van het seizoen maakte hij op Mallorca, waar hij deelnam aan drie van de vijf manches van de Challenge Mallorca. In juli van dat jaar werd hij onder meer zevende in de Clásica Terres de l'Ebre en derde in een bergrit in de Ronde van Portugal.

## Ploegen
- 2022 –  Rádio Popular-Paredes-Boavista (stagiair vanaf 1 augustus)
- 2023 –  Burgos-BH (stagiair vanaf 1 augustus)
- 2024 –  Burgos-BH
- 2025 –  Burgos-BH
- 2025 –  Burgos Burpellet BH

Alleno · Álvarez · Angulo · Aparicio · Ardila (tot 23/8) · Barthe · Bol · Díaz · Ezquerra · Fagundez · M. Fernández · Franco · Fuentes · Langellotti · Madrazo · Mora (vanaf 9/5) · Navarro · Okamika · Orts · Pelegrí · Peñalver · Sánchez · Delgado (stagiair) · S. Fernandez (stagiair)
Alleno · Álvarez · Angulo · Aparicio · Bol · Bouglas · Chumil · Delgado · Díaz · Ezquerra · Fagundez · Fernandez · Franco · Fuentes · Gate · Jackson · Langellotti · Mora · Okamika · Pelegrí · Sainbayar · Vacek · Bennassar (stagiair) · Cabedo (stagiair) · Rey (stagiair)